# Вајлер-Зимерберг
Вајлер-Зимерберг (њем. Weiler-Simmerberg) град је у њемачкој савезној држави Баварска. Једно је од 19 општинских средишта округа Линдау (Бодензе). Према процјени из 2010. у граду је живјело 6.579 становника. Посједује регионалну шифру (AGS) 9776129.

## Географски и демографски подаци
Вајлер-Зимерберг се налази у савезној држави Баварска у округу Линдау (Бодензе). Град се налази на надморској висини од 630-900 метара. Површина општине износи 31,3 km². У самом граду је, према процјени из 2010. године, живјело 6.579 становника. Просјечна густина становништва износи 210 становника/km².

## Међународна сарадња
| Мјесто | Држава    | Врста сарадње | Од    |
| ------ | --------- | ------------- | ----- |
|        | Француска | партнерство   | 2009. |
|        | Француска | контакт       | 2000. |
| Извор  |           |               |       |